# Song Seunghyun
Song Seunghyun (Hangul: 송승현; Hanja: 宋承炫; Kanji: ソン•スンヒョン; nascido no dia 21 de agosto de 1992) é um músico e ator sul-coreano. Ele é integrante da banda de rock/pop F.T. Island, onde ele atua como guitarrista, vocalista, letrista e compositor. Ele entrou na banda após a saída de Oh Wonbin. 

## Carreira Musical
F.T. Island
Antes de estrear na banda, ele foi trainee da FNC Entertainment por três anos. Ele entrou no grupo como guitarrista e vocalista de apoio após a saída de Oh Wonbin. A canção ''I Believe Myself'' foi sua primeira música como integrante do F.T. Island.

## Atuação
Em 2009, Seunghyun fez uma aparição no show de variedades Idol Maknae Rebellion.
Ele também realizou uma participação especial no episódio 6 de Style.
Em 2012, Seunghyun fez sua estreia como ator em 'Jack, o Estripador', interpretando Daniel. Ele atuou por oito dias na Coreia (no Korea Haeorum Theater) e três dias no Japão (no Tokyo Aoyama Theater). O personagem Daniel está no elenco principal e faz parte de um triste romance. Ele começa um negócio perigoso pela mulher que ama. Seunghyun foi a pessoa mais jovem a interpretar Daniel.
Em 2016, foi anunciado a entrada de Song ao elenco do webdrama Detective Alice 2.

## Outras Atividades
- Ao lado de Choi Jonghoon, Seunghyun foi modelo na 2009 Autumn Seoul Fashion Week em 2009 para Lee Juyoung, designer da coleção ''Resurrection''.[11]
- Lee Hongki e Seunghyun se tornaram embaixadores de Gangwon-do. Eles apresentaram Gangwon-do através de suas próprias experiências no local. Eles visitaram a praia de Kyungpo, Museu Chamsori, andaram de bicicleta e visitaram a estação de trem em Jungdong-jin. Foi realizado um photoshoot com o fotógrafo japonês Shimokoshi Haruki, a qual retrata a beleza do local.[12]

## Filmografia

### Televisão
| Ano         | Rede          | Título                | Notas                                                 |
| ----------- | ------------- | --------------------- | ----------------------------------------------------- |
| 2009        | SBS           | Style                 | Participação Especial - Episódio 6                    |
| 2009        | SBS           | Idol Maknae Rebellion | Integrante do Elenco                                  |
| 2013 - 2014 | tvN           | Cheongdam-dong 111    | Reality show                                          |
| 2015        | SBS MTV       | Coming Out FTISLAND   | Reality Show (Ao lado dos integrantes do F.T. Island) |
| 2016        | Naver TV Cast | Investigator Alice 2  | Integrante do Elenco Principal - Webdrama             |

### Filme
| Ano  | Título                                           | Personagem  | Notas           |
| ---- | ------------------------------------------------ | ----------- | --------------- |
| 2014 | The Youth (curta-metragem: "Enemies All Around") | Lee Kyo Soo | Papel Principal |

### Musical
| Ano  | Título             | Personagem | Notas           |
| ---- | ------------------ | ---------- | --------------- |
| 2012 | Jack, o Estripador | Daniel     | Papel Principal |